# Lethadena profunda
Lethadena profunda är en plattmaskart. Lethadena profunda ingår i släktet Lethadena och familjen Hemiuridae. Inga underarter finns listade i Catalogue of Life.